# Jeanie Buss
Jeanie Marie Buss (Santa Mónica, 26 de septiembre de 1961) es una emprendedora y ejecutiva estadounidense. Es la propietaria mayoritaria del equipo de baloncesto profesional de Los Angeles Lakers, una franquicia de la National Basketball Association (NBA).

## Biografía

### Juventud y estudios
Jeanie Marie Buss nació en Santa Mónica (California), Estados Unidos. Fue la tercera de cuatro hijos de Joann y Jerry Buss. Es diplomada en comercio por la Universidad del Sur de California.

### Carrera profesional
Jeanie Buss comenzó su carrera a los 19 años como la directora general del equipo de tenis profesional de los Strings de Los Ángeles, que pertenecía a su padre. Bajo sus órdenes, el equipo logró dos veces el campeonato. Tras la desaparición de los Strings en 1993, se convierte en la propietaria de los Blades, el primer equipo de hockey sobre patines en línea de Los Ángeles.
En noviembre de 1998 Buss declara en la revista deportista estadounidenses Sports Illustrated su deseo de preparar a sus hijos para el día donde tomarán las riendas de su imperio. Imagina una dirección a tres partes con Jeanie, entonces presidenta del Great Western Forum de Inglewood, en la gestión económica del grupo, Jim en la de los jugadores y en la estrategia deportiva, y a Johnny en la de las Sparks, el equipo femenino. En esa época, el valor combinado de los Lakers, los Sparks y del Foro está estimado en 300 millones de dólares. En 1999, fue nombrada vicepresidenta ejecutiva de las operaciones comerciales de los Lakers, posición que ocupó hasta el fallecimiento de su padre en 2013. Jeanie Buss tomó entonces el control de la franquicia californiana con su hermano Jim.
El 19 de junio de 2020, día de la conmemoración de la emancipación de los esclavos afroamericanos en Texas en 1865 llamado «Juneteenth », Jeanie Buss publica una carta con un mensaje de odio que había recibido unos días antes conminando a sus «amigos blancos [a] unirse, reconocer que el racismo existe en nuestro país y en el mundo, y que se comprometan a no ignorarlo más. Debemos hacerlo mejor todos. »
Está considerada como la una de las personalidades más poderosas del deporte mundial.

## Publicación
- Buss (2010). Laker girl. Triumph Books. ISBN 978-1-61749-461-1. OCLC 774293864.